# Łojki (Silésie)
Pour les articles homonymes, voir Łojki.
Łojki est une localité polonaise de la gmina de Blachownia, située dans le powiat de Częstochowa en voïvodie de Silésie.